# Vitruvi
|  | Per a altres significats, vegeu «Luci Vitruvi Cerdó». |

Marc Vitruvi Pol·lió (en llatí, Marcus Vitruvius Pollio) va ser un arquitecte, enginyer i tractadista del segle I aC. Mitjançant càlculs d'aproximació, el seu naixement se situa a l'entorn del 75 aC i la seva mort al 10 aC. És l'autor de De Architectura libri X ("Els deu llibres d’arquitectura"), l'únic tractat grecoromà referit a l'arquitectura que ha arribat als nostres dies, i gran font d'inspiració durant segles en la història de l'art. A diferència d'altres personatges de l'època, Vitruvi no fou documentat en vida, i no existeix informació sobre ell fins gairebé un segle després de la seva mort.

## Biografia

### Controvèrsia en l'origen del seu nom
El nom complet de Vitruvi era Marcus Vitruvius Pollio (c. 75 - 10 aC aprox.). Era un arquitecte, escriptor i enginyer romà del segle i aC. Hi ha molt poca informació documentada sobre la seva vida, i l'única font contemporània que es pot consultar és la seva pròpia obra, De Architectura. A diferència d'altres autors de l'època, no es va redactar cap "vita" o biografia sobre Vitruvi no apareixen notícies de la seva vida o obres fins gairebé un segle després de la seva mort.

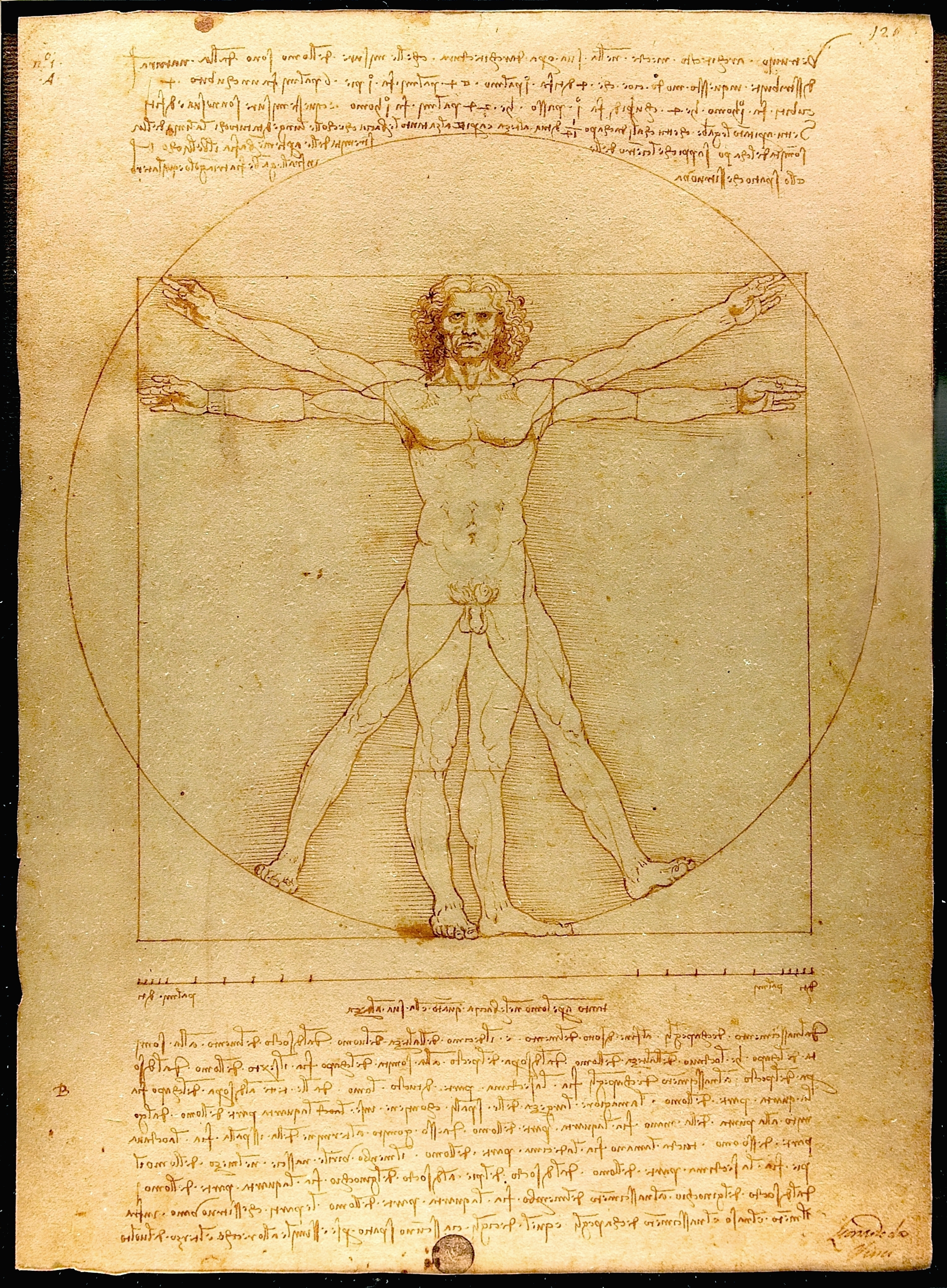
Home de Vitruvi, representat per Leonardo da Vinci.

Les parts del seu nom han estat objecte d'estudi i discussió, l'únic que s'ha pogut assegurar com a vertader és el seu nomen, Vitruvi, ja que figurava en els índexs de la seva obra. Pel que fa al praenomen, Marcus, no apareix en cap de les fonts antigues. De fet, molts autors el van deduir de l'abreviatura M, que trobaren en alguns manuscrits tardans. D'altres distingien una A i es decantaven per Aul·ló. A més a més, tal com comentava Joseph Ortiz y Sanz a Memorias sobre la vida de Vitrubio, molts editors de l'antiguitat el relacionaven erròniament amb altres personatges extrets de fonts epigràfiques i l'anomenaven Marcus o Lucius.
El seu cognomen, Pollio, també va generar controvèrsia. Hi havia dos arquitectes de l'època que es deien Publius Vedius Pollio i Gaius Postumius Pollio. Coneixent aquests dos personatges, alguns investigadors creien fermament que el seu nomen no era Vitruvi.
Unes inscripcions trobades a Tibilis, que ocupa una zona anomenada "El Announa" a l'actual Algèria, parlen d'un individu que va finançar la construcció d'un arc, ell era Marcus Vitruvius Mamurra. L'historiador Catul parla del praefectus fabrum de Cèsar a la Gàl·lia.
Mamurra, un home excèntric que com a enginyer militar posseïa amplis coneixements d'arquitectura i hauria estat perfectament capaç d'escriure De Architectura. A més a més, resulta que era natiu de la ciutat de Formia, on s'havia establert la gens Vitruvia.
Mamurra formava part de l'elit més sofisticada de la societat i va viure entre el luxe i el plaer que suposava ser afavorit per l'emperador. El "Vitruvi" que se'ns mostra a la seva obra, de tant en tant confessa que va passar una etapa de pobresa i que no havia estat mai avariciós. Per altra banda, si realment fos Mamurra, intentaria guanyar-se la confiança d'Octavi al·legant que havia estat íntim amic del seu pare, Cèsar. Si aquest realment fos el cas, ho hagués afegit al prefaci del primer llibre de l'obra. Però probablement Vitruvi no va ser íntim de Cèsar, sinó potser només un conegut.
Malgrat les diverses consideracions, es coneix que des de la publicació de l'edició de Giovanni Giocondo el 1511, s'accepta la tria nomina Marcus Vitruvius Pollio, transcrit en català com a Marc Vitruvi Pol·lió.

### Naixement
S'han formulat diverses hipòtesis sobre el seu lloc de naixement, que per ara no es coneix amb exactitud. Algunes d'aquestes hipòtesis han demostrat tenir fonament i podrien ser vàlides, mentre que d'altres han estat desmentides.

En un inici, unes fonts epigràfiques van fer pensar als estudiosos que els orígens de Vitruvi es trobaven en punts tan llunyans del mapa com la Gàl·lia o Numídia, l'Àfrica proconsular, etc. Més tard es van trobar uns texts epigràfics inscrits a l'Arc dels Gavis a Verona, de finals de l'època d'August i principis del regnat de Tiberi, que situaven el naixement de l'autor a la ciutat de Verona, al nord d'Itàlia. De tota manera, l'autor Joseph Ortiz y Sanz procura desmentir-ho a la seva obra, una versió de De Architectura libri X. Segons ell:
no es poden basar en aquestes inscripcions perquè són funeràries, no diuen el lloc on va néixer sinó que marquen on va morir.
Una de les hipòtesis més acceptades és la que afirma que procedia de Roma. S'havia trobat el cognom de la seva gens, la Vitruvia, a diversos texts epigràfics de la ciutat. A més a més, es considera que quan Vitruvi es refereix a la ciutat, en algun passatge de la seva obra, ho fa de manera que sembla que en fos natiu. En aquests fragments mostra una gran preocupació per la ciutat i els problemes que presentaven els seus edificis. Amb aquestes referències a la ciutat, es dedueix que l'autor s'hi va establir durant una etapa llarga de la seva vida. Es creu que s'hi va formar, hi va treballar i hi va redactar la seva obra.
Per altra banda, a Fundi, una ciutat del Laci, hi va néixer un personatge anomenat Vitruvius Vaccus, un cap militar de la regió que va organitzar una revolta contra els romans el 330 aC. Alguns autors, com Bernardino Baldi, van relacionar la figura d'aquest home amb la del Vitruvi arquitecte, reclamant aquesta localitat com l'origen de la gens i probable lloc del seu naixement..
També es va sospesar una altra probabilitat: que hagués nascut a alguna de les ciutats de Campania, prop del Golf de Nàpols, territori que ell coneixia prou bé, tal com ho mostra al capítol sisè del llibre II. A més a més, es troben similituds entre l'arquitectura d'aquesta zona i la que promou Vitruvi: recull la influència de l’empremta grega a la zona, fa servir com a materials molta tova i putzolana, aplica el morter en tècniques de construcció, etc. Malgrat tot, hi ha especialistes en Vitruvi que consideren que el seu coneixement de la zona era superficial i neguen que fos el seu lloc de naixement.

### Una educació molt completa
Vitruvi afirmava a la seva obra que no es podia arribar a ser arquitecte sense rebre una àmplia formació en moltes disciplines i al llarg de molt de temps. Per això es considera que Vitruvi va començar a formar de ben jove. Tal com ell afirmava, part d'aquesta formació va ser autodidacta, i se suposa que basada en lectures de tractats grecs.
Després de rebre una formació de caràcter general, es va especialitzar en el camp de l'arquitectura. Durant aquest període d'aprenentatge especialitzat, la seva feina estava sota supervisió d'uns teòrics de l'arquitectura i alguns arquitectes de professió, que eren els seus mentors. No se sap del cert la procedència d'aquests mestres, si eren romans o grecs. Per altra banda, és indiscutible que estaven estretament relacionats amb les teories i les tècniques de l'arquitectura grega del període hel·lenístic, que són les que van transmetre a Vitruvi.
Gai Muci era un deixeble de l'arquitecte grec Hermodor de mitjans del segle ii aC que impartia les seves classes a Roma. Després es va dedicar a educar futurs arquitectes. El mateix Vitruvi lloa la saviesa de Gai a un fragment de la seva obra, i per això alguns autors l'identifiquen com el seu mestre.

### Arquitecte de professió
Vitruvi va viure a Roma en època del domini del primer emperador, Octavi August. Aquest emperador va aconseguir tres victòries importants contra les ciutats de Dalmàcia, Àccium i Alexandria, pels volts del 30 aC, tot eliminant l'únic oponent que li podia prendre el poder, Marc Antoni. També simbolitzava el gest de retornar el poder al Senat romà i al seu poble, i arribar a recuperar la República.
Durant el 29 aC, Octavi August va començar a posar en marxa moltes reformes de construcció de temples i altres edificis. Això va animar a Vitruvi, que li va dedicar el prefaci del llibre I de la seva obra i frisava per poder presentar-lo a l'emperador en persona. L'autor se li dirigia amb ànims de guanyar-se el seu favor, i la germana de l'emperador, Octàvia, va aconseguir persuadir al seu germà perquè així fos. De tal manera que Vitruvi va mantenir els seus drets privilegiats o commoda, com a recompensa pels serveis prestats durant la guerra com a arquitectus armamentarius, sota les ordres del difunt Juli Cèsar, pare adoptiu d'Octavi.
Vitruvi havia acompanyat a Juli Cèsar en les seves campanyes militars i a la guerra civil en categoria de praefectus fabrum: s'encarregava de mantenir a punt les màquines de guerra. Mentre viatjava, anava aprenent coses de l'arquitectura de cada lloc que visitava amb l'exèrcit. Descriu molt bé, per exemple, les teulades de Marsella, ciutat que Juli Cèsar va neutralitzar en un asedi el 49 aC, fetes de fang i palla. A part, també va descriure tàctiques, estratègies militars del seu bàndol i de l'enemic que ell mateix havia pogut observar durant la batalla.
Posteriorment, les tropes de Cèsar van conquerir algunes ciutats properes a la mar Adriàtica, entre les que hi havia Fano, ciutat on Vitruvi va construir una basílica uns quants anys més tard després d'haver deixat l'exèrcit. Aquesta serà una de les ciutats que s'atribuirà ser el seu lloc de naixement.
L'any 47 aC, Juli Cèsar va iniciar una campanya cap a l'Àfrica. Algunes fonts documentals afirmen la presència de Vitruvi a Egipte. Hi descriu els temples situats al llarg del Nil, i també hi va estudiar la fauna del lloc: cocodrils, hipopòtams, etc. Tot i no mantenir una amistat íntima amb l'emperador, gaudia de la seva absoluta confiança. Ho demostra el fet que aquest va demanar-li un favor important: bastir un allotjament per al senyor d'un territori de Zama, que era perseguit pel Rei númida Hiempsal, a qui devia tributs.
Se sospita que Vitruvi va emprendre molts més viatges amb la companyia militar de l'emperador, però no es tenen les evidències necessàries per poder-ho demostrar, més enllà de les notes de la seva obra. Aquests correspondrien a la ruta que hauria seguit les tropes de Cèsar, d'Itàlia a Orient, passant per algunes ciutats de l'Àsia Menor i algunes illes de la mar Egea. A la seva obra Vitruvi es va dedicar a fer una descripció topogràfica de la ciutat d'Halicarnàs i era capaç d'anomenar un bon nombre de temples de la ciutat d'Atenes. Com que part de la formació de Vitruvi va ser autodidacta, basada probablement en un estudi dels llibres de l'arquitectura grega hel·lenística, no es pot saber amb certesa si realment va visitar totes aquestes ciutats o les coneixia només de referència.
Un cop mort Juli Cèsar, Vitruvi va posar els seus dots d'arquitecte al servei de Marc Antoni, aleshores líder del partit cesarià. El 32 aC, Octavià, fill adoptat del difunt emperador, va entrar en conflicte amb Marc Antoni. Per aquesta raó, Vitruvi sempre evitava parlar d'aquesta etapa de la seva vida, que el podia posar en un greu compromís. Malauradament, quan l'emperador Octavià va decidir revisar el cens del 28 aC, va descobrir la lleialtat que havia professat Vitruvi cap a Marc Antoni. Si no fos pel gest benèvol de la germana de l'emperador, Octàvia, probablement se l'hauria castigat, si més no s'hauria malmès la seva reputació. Ella va convèncer a l'emperador perquè no tingués en compte l'episodi de Marc Antoni i valorés la fidelitat de l'arquitecte cap a Juli Cèsar, el seu difunt pare. Octavià li va concedir uns drets privilegiats i una feina ben remunerada, i Vitrubi li ho va agrair a la dedicatòria del prefaci del llibre I de la seva obra.
El mateix any que escrigué el prefaci del I llibre -29 aC- l'autor també redactà el prefaci del II, on deia que ja s'estava fent vell i estava malalt, a una edat propera als cinquanta-cinc anys. Es calcula que ja hauria abandonat la seva ocupació d'architectus armamentarius (enginyer militar) el 37 aC, per dedicar-se a l'arquitectura civil i al seu projecte del llibre De Architectura.
Va ocupar diversos càrrecs propers al govern, de caràcter administratiu: el 37 aC va ser cònsol i entre el 34 i el 33 aC el van nomenar edil. Com a edil, va destinar una important suma de diners a les reformes públiques, especialment als sistemes de subministrament d'aigua a Roma. D'aquests treballs en parla al llibre VIII de la seva obra.
Va entrar a formar part del grup elitista dels anomenats apparitores, una espècie de mestres savis d'una branca especialitzada del coneixement, en el seu cas l'arquitectura. Molts d'ells s'aprofitaven de la seva posició per tal d'obtenir beneficis extra, però això no interessava a Vitruvi, que havia estat educat en una família liberal i humil. Negar-se a prendre partit d'aquest modus vivendi tan corrupte, segons ell mateix, va tancar-li moltes portes, Per motius no gaire coneguts, la comunitat d'arquitectes va començar a deixar-lo de banda.
Es tendeix a considerar que Vitruvi va aportar més a la teòrica arquitectònica que a la pràctica, sobretot a partir de la seva redescoberta al Renaixement. La basílica de la ciutat de Fano és l'única obra seva atribuïda amb exactitud. Aquest va ser un projecte arquitectònic que li va aportar una mica fama i prestigi durant l'última etapa de la seva vida.

## Obra
Vitruvi és l'autor del tractat sobre arquitectura occidental més antic que es conserva i l'únic de l'antiguitat clàssica: De Architectura libri X, compost per 10 llibres. L'obra, probablement inspirada en el treball de teòrics hel·lenístics, tracta sobre diversos temes, la majoria dels quals estan relacionats amb l'arquitectura i la construcció d'edificis. Amb el seu tractat, Vitruvi pretenia crear una referència mitjançant la qual l'emperador pogués jutjar els diversos edificis erigits i els que s'erigirien en el futur.
El seu tractat va ser ben conegut durant tota l’edat mitjana i n’existeixen dotzenes de còpies manuscrites. El 1414, però, l'humanista florentí Poggio Bracciolini el va 'redescobrir’ a la biblioteca de l’abadia de Sankt Gallen. Leon Battista Alberti el va publicar al seu tractat De re aedificatoria (c. 1450). La primera edició impresa coneguda en llatí va ser per Fra Giovanni Sulpitius a Roma el 1486, i a partir d’aquí se’n feren moltes reedicions i traduccions. El tractat de Vitruvi tindrà així una gran influència posterior sobre la formulació teòrica de l'arquitectura occidental. L'origen concret se situa en determinats aspectes del tractat, que incideixen poderosament tant en la relació que hi ha entre l'arquitectura i el saber constructiu, així com en els mateixos continguts teòrics d'aquest.
Les edicions del tractat de Vitruivi són molt nombroses, i ha estat traduït a moltes llengües. En català, la primera traducció moderna data de 1989.
Cal tenir en compte que aquest tractat presenta una enorme dificultat en la seva traducció i interpretació, comprovada clarament des de les seves primeres versions i que genera una de les seves característiques bàsiques: la multiplicitat. Hi ha gran diversitat de versions, però totes elles amb una estructura clara.

### Estructura dels deu llibres
La temàtica dels deu llibres que constitueixen De Architectura es pot dividir en tres parts bàsiques, que són les mateixes que componen l'arquitectura segons Vitruvi: construcció, gnomónica i mecànica.
Així, el tema de la construcció dels edificis abasta els vuit primers llibres. Aquesta seria la part més extensa, que l'autor divideix en els dos tipus d'edificis dels quals parla: els públics i els privats. En parlar dels edificis públics, Vitruvi inclou les fortificacions (de les quals parla en el primer llibre), així com els recintes destinats a la religió (dels quals parla al tercer i quart llibre), i els edificis que asseguren la comoditat dels ciutadans, és a dir, places, ajuntaments, ports... (d'aquests en parla al cinquè llibre). Pel que fa als edificis privats, dels quals parla en el sisè llibre de l'obra, serien els habitatges particulars dels ciutadans.
En qualsevol cas, Vitruvi considera que tota l'arquitectura -ja sigui pública o privada- ha de posseir tres qualitats relacionades entre si: “firmitas, utilitas i venustas”, és a dir, tècnica, funció i forma.
El segon assumpte que englobaria la temàtica de l'obra seria la gnomònica, recollida únicament en el novè llibre.
Finalment, el darrer i desè llibre està dedicat íntegrament a les màquines, tant les que serveixen en l'arquitectura i en la construcció com en l'art de la guerra.
Una distribució més detallada del contingut dels deu llibres del tractat de Vitruvi seria la següent:
- Llibre I: Tracta d'aquells elements que pertanyen a l'arquitectura i enumera les parts que la componen. A més a més, també comenta el paper de l'arquitecte i de la seva elecció a l'hora d'escollir un paratge sobre el qual alçar una construcció.
- Llibre II: Parla de l'origen de l'arquitectura, així com de la forma que van adoptar els primers edificis. Per altra banda, també enumera els materials que s'empren en la construcció (sorra, pedra...) i descriu les diferents maneres de treballar-los.
- Llibre III: Tracta sobre les proporcions dels temples i dels set gèneres en els quals es poden dividir. També descriu les formes en les quals es poden distribuir les columnes del temple, així com les mesures i proporcions de les que pertanyen a l'ordre jònic.
- Llibre IV: En aquest volum, Vitruvi dona les mesures de les columnes d'ordre corinti i dòric que s'empren en els temples, descrivint també les seves parts i mesures. A més a més, parla dels primers inventors dels ordres clàssics d'arquitectura que es van donar entre els grecs.
- Llibre V: L'autor parla dels diferents tipus d'edificis públics, com places, escoles, acadèmies, teatres... i aprofundeix especialment en aquests últims, ja que descriu les tècniques que empraven els arquitectes per proporcionar-li ressò als actors que representaven les obres en els escenaris.
- Llibre VI: Tracta dels edificis privats. Vitruvi parla de les proporcions i les formes que han de posseir els habitatges particulars de grecs i romans -tant a la ciutat com en el camp-, i descriu també les seves parts (patis, vestíbuls, zones per menjar, habitacions...).
- Llibre VII: Parla dels materials que s'empren a l'hora de crear els revestiments per als edificis, així com els sostres i els paviments. A més, Vitruvi dedica una part del llibre als mètodes emprats a l'ornamentació dels edificis, com la pintura.
- Llibre VIII: Inclou una sèrie d'indicacions sobre l'aigua; parla tant de les seves propietats com de les estructures arquitectòniques que es precisen per conduir-la des de rius i pous fins a les ciutats.
- Llibre IX: Tracta exclusivament de la gnomònica, és a dir, de la manera de fer quadrants solars. Vitruvi descriu unes regles de geometria que serviran per a mesurar tant espais com a sòlids. A més a més, s'estendrà parlant del curs dels astres.
- Llibre X: Parla de les màquines que serveixen per aixecar i manipular grans pesos i volums, així com les que s'empren per a la construcció i la guerra.[23]